# 양복길
양복길(楊福吉, ?~?)의 통주 양씨의 시조이다.
명나라가 청나라한테 멸망한 후 명나라의 부흥을 바라며 의병을 일으켰지만 붙잡혀 심양으로 억류 되었다. 그 후 청나라에 인질으로 붙잡혀있던 쇼현세자와 봉림대군을 따라 조선에 입국했으며, 이때 양복길 외에도 청나라의 반감과 명나라의 부흥을 바라는 8명의 명나라 사람들이 양봉길과 함께 조선 귀화했다.